# Amore in linea
Amore in linea (The Other End of the Line) è un film commedia romantica del 2008, diretto da James Dodson e interpretato da Jesse Metcalfe e Shriya.

## Trama
Priya è una ragazza indiana che lavora in un call center di Mumbai: come le sue colleghe, finge di essere americana e vivere negli Stati Uniti. Il nome con cui si presenta ai clienti è Jennifer David, la città in cui dice di abitare San Francisco.
Un giorno telefona a Granger Woodruff, un giovane pubblicitario di New York, perché dal suo conto corrente risultano pagamenti insoliti. Con Granger nasce un'intesa a distanza che si rafforza a ogni telefonata, tanto da fissare un incontro a San Francisco, con il pretesto di valutare meglio la questione della carta di credito.
Priya, che è promessa sposa al rampollo di una facoltosa famiglia indiana, decide di volare in California; mente inoltre alla famiglia, sostenendo di recarsi a trovare una zia per il suo compleanno. Quando però intravede Granger nel luogo dell'appuntamento (il bar del suo albergo), la ragazza s'intimidisce e abbandona il locale.
L'indomani, mentre sta ormai lasciando l'albergo, la ragazza si scontra casualmente con Granger, al quale si presenta con la propria vera identità, senza confidargli che lei e Jennifer sono la stessa persona. Ben presto i due s'innamorano l'uno dell'altra, ma la situazione si complica ulteriormente quando la famiglia di Priya, scoperta la verità, giunge in America per riportarla a casa; Granger apprende dal padre della ragazza che la figlia non è altri che Jennifer David.
Dopo ulteriori incomprensioni Priya torna in India, dove trova il coraggio di opporsi al matrimonio combinato e riprende il lavoro come direttrice del personale; Granger, ormai conscio di non poter rinunciare a lei, vola a Mumbai, e i due giovani coronano il loro sogno d'amore.

## Incassi
La pellicola ha incassato a livello mondiale 507534 $.